# Bataille de Durrës (1918)
Pour les articles homonymes, voir Bataille de Durrës.
Partie de la Première Guerre mondiale, Bataille de la Méditerranée, Bataille de l'Adriatique
La deuxième bataille de Durrës, ou le bombardement de Durrës, est une bataille navale qui s'est déroulée en mer Adriatique pendant la Première Guerre mondiale.
Une importante flotte alliée menée par la Regia Marina a attaqué le port de Durrës, en Albanie, tenu par l'ennemi. La flotte a détruit les défenses côtières austro-hongroises et a affronté une petite force navale. Les forces alliées impliquées étaient principalement italiennes, mais des navires de guerre britanniques, américains et australiens ont également participé. Il s'agit de la plus grande bataille navale à laquelle les États-Unis ont participé pendant la guerre. La majeure partie de la ville a été détruite lors du bombardement.

## Contexte

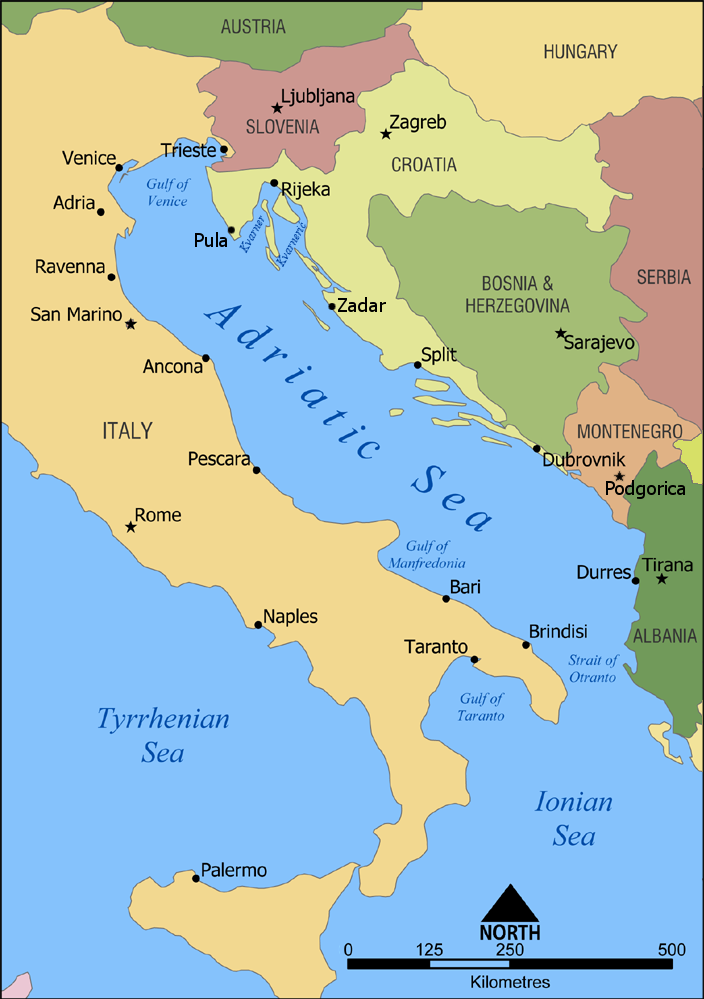
La mer Adriatique. Durrës est située sur la côte de l'Albanie

Du 15 au 29 septembre 1918, le général français Louis Franchet d'Espèrey, à la tête d'une importante armée alliée, fait campagne en Macédoine. L'offensive est une victoire et se termine par la reddition de la Bulgarie. Craignant que les ennemis restants ne se replient sur le port de Durrës, tenu par les Autrichiens, pour s'approvisionner, Franchet d'Espèrey demande qu'une flotte navale alliée soit rassemblée pour attaquer Durrës et empêcher ainsi la ville d'approvisionner les forces ennemies en retraite. La demande de Franchet d'Espèrey est approuvée et la Regia Marina italienne accepte la responsabilité de mener l'attaque. Le contre-amiral Osvaldo Paladini, à bord du croiseur San Marco, devait commander l'opération.
Les objectifs des Alliés étaient de bombarder Durrës et d'attaquer tout navire autrichien dans le port. Les Alliés ont divisé leur flotte en deux forces, l'une pour le bombardement et l'autre pour protéger les navires attaquants des sous-marins ennemis (unterseeboot). Les forces alliées comprenaient le cuirassé italien Dante Alighieri, qui était affecté à la force de couverture, trois croiseurs blindés italiens, trois croiseurs légers italiens, cinq croiseurs légers britanniques, 14 destroyers britanniques, deux destroyers australiens, huit torpilleurs italiens et 12 chasseurs de sous-marins américains commandés par le capitaine Charles P. Nelson et le capitaine de corvette E.H. Bastedo. Des avions alliés étaient également impliqués ainsi que plusieurs bateaux MAS italiens. Les deux destroyers australiens étaient les HMAS Swan et Warrego.
Avant le début de la bataille, le gouvernement austro-hongrois avait décidé de retirer la plupart de ses navires de guerre de Durrës. Seuls deux destroyers, un torpilleur et deux U-boote s'opposèrent à la flotte alliée, bien que les troupes autrichiennes sur le rivage aient installé au moins trois batteries côtières différentes qui se battaient contre les navires alliés. Un navire-hôpital se trouvait également au port. Les forces autrichiennes étaient commandées par le lieutenant-commandant Heinrich Pauer.

## Bataille

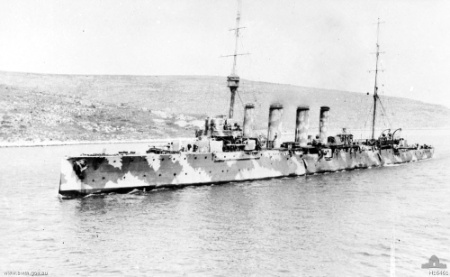
Le en Grèce pendant la bataille de la Méditerranée

La deuxième bataille de Durrës a commencé le matin du 2 octobre 1918, lorsque les avions britanniques et italiens ont attaqué en bombardant les concentrations de troupes et les batteries d'artillerie ennemies alors que la flotte était encore en train de traverser l'Adriatique. Ensuite, plusieurs des croiseurs italiens et britanniques ont formé une ligne de deux échelons pour commencer leur bombardement à partir d'environ 7 300 m de la côte. Pendant ce temps, les bateaux MAS et certains navires américains et britanniques ont attaqué les trois navires de guerre austro-hongrois, SMS Dinara, SMS Scharfschütze et No. 87,.
Les trois navires de guerre naviguaient de part et d'autre du port de Durrës en tirant sur leurs canons et en évitant les torpilles et les tirs d'obus. Le torpilleur No. 87 et les deux destroyers ont été poursuivis par la force des destroyers alliés alors qu'ils fuyaient vers le nord le long de la côte, mais ils ont réussi à s'échapper. Le Scharfschütze a été légèrement touché et a subi trois morts et cinq blessés, tandis que le torpilleur No. 87 a été touché par une torpille qui n'a pas explosé. Le Dinara réussit à s'échapper indemne. Le bombardement du port a été effectué par les croiseurs blindés italiens San Giorgio, San Marco et Pisa. Trois navires marchands, Graz, Herzegovina et Stambul, sont touchés. Le Stambul coule mais les deux autres échappent à une destruction complète. Le navire-hôpital austro-hongrois Baron Call a été arrêté et fouillé par des destroyers britanniques avant d'être autorisé à poursuivre sa route. La plupart des forces américaines ont été affectées à la force de couverture et, au début de la bataille, ont été utilisées pour tracer une voie claire à travers un champ de mines au large de Durrës. Quelques-uns des chasseurs de sous-marins ont essuyé des tirs de batteries côtières à ce moment-là, mais aucun n'a été endommagé. Ils ont ensuite été affectés à la protection des autres navires alliés contre les attaques de sous-marins. Patrouillant au nord et au sud de la zone de combat, les Américains ont engagé les deux U-boote austro-hongrois U-29 et U-31. À 11h05, un marin du chasseur de sous-marins n° 129 repère le U-29, qui est alors chargé en profondeur pendant 15 minutes et fortement endommagé, mais qui survit néanmoins à la rencontre.
Le U-31 est également chargé en profondeur et survit également. À un moment donné, le No. 129 a été la cible de tirs de batteries côtières ennemies, le tir le plus proche s'est abattu à environ 46 m du navire, mais les Américains n'ont subi aucune perte dans cette bataille. Plus tard, les forces américaines ont déclaré avoir coulé les deux sous-marins, mais ce ne fut pas le cas. Les sous-marins ont réussi à endommager au moins un croiseur léger allié ; le HMS Weymouth a été frappé par une torpille du U-31 sous les ordres du lieutenant Rigele, qui a soufflé une grande partie de sa poupe et tué quatre hommes. Le Weymouth était en train de bombarder des installations à l'intérieur des terres avec quatre autres croiseurs britanniques lorsque la torpille a frappé. Il a passé le reste de la guerre en réparation. Les autres croiseurs légers britanniques ont été légèrement endommagés par des tirs de batteries côtières avant d'être réduits au silence ou mis hors service. Un destroyer britannique a également été touché par une torpille. La bataille s'est terminée à 01h30 les 2 et 3 octobre; dès le début de l'action, les civils ont commencé à fuir la ville, et le 11 octobre, le port, autrefois très actif, était silencieux. Le 10 octobre, les dernières unités austro-hongroises avaient quitté Durrës, qui fut finalement occupée par les Italiens le 16 octobre.
Les bombardements alliés ont visé la petite zone portuaire et ses jetées en bois. Bien que les civils aient commencé à fuir la ville dès le début du bombardement, de nombreuses pertes ont été infligées à la population innocente et neutre. La vieille ville, adjacente au port, a été en grande partie détruite, y compris les principaux bâtiments publics. Le palais royal de Durrës, qui fut brièvement la résidence du prince Wilhelm zu Wied, prince d'Albanie, a été entièrement détruit.

## Source
- (en) Cet article est partiellement ou en totalité issu de l’article de Wikipédia en anglais intitulé « Battle of Durazzo (1918) » (voir la liste des auteurs).